# Cantharoxylymna bicolor
Cantharoxylymna bicolor là một loài bọ cánh cứng trong họ Cerambycidae.